# Alojzy Wojtalewicz
Alojzy Wojtalewicz (ur. 19 czerwca 1892 w Zawierciu, zm. 29 kwietnia 1942 w KL Auschwitz) – polski urzędnik, działacz narodowy, powstaniec śląski.

## Życiorys
W 1918 roku należał do grupy mieszkańców Murcek, która dążyła do przyłączenia Górnego Śląska do Polski. W 1919 roku został zaprzysiężony, a następnie objął funkcję komendanta placu Polskiej Organizacji Wojskowej Górnego Śląska w Murckach. W chwili wybuchu I powstania śląskiego grupa powstańców pod jego dowództwem przystąpiła do rozbrajania policjantów. Po walkach z oddziałami niemieckimi, jego grupa wycofała się lasem w kierunku Giszowca, następnie walczyła w okolicach Janowa, po czym wycofała się do Sosnowca za polską granicę. W październiku 1919 roku na mocy amnestii powrócił do Murcek.
18 sierpnia 1920 roku w kopalni „Emanuelssegen” (późn. „Murcki”) wybuchł strajk, spowodowany aresztowaniami działaczy propolskich, w tym Antoniego Wojtalewicza, na skutek którego został wypuszczony na wolność. W czasie plebiscytu był kierownikiem Biura Komitetu Plebiscytowego w Murckach. W czasie III powstania śląskiego grupa powstańców z Murcek pod jego dowództwem wyruszyła do Tychów, skąd jedna część została skierowana do Strzelc Opolskich, a druga na front na prawym brzegu Odry.
Po powstaniach i przyłączeniu części Górnego Śląska do Polski pracował jako kancelista (urzędnik kancelarii) w Wydziale Budżetowym Urzędu Wojewódzkiego Śląskiego w Katowicach. Był członkiem grupy Murcki Związku Powstańców Śląskich.
W pierwszych dniach II wojny światowej, 3 września 1939 roku do Murcek weszły wojska Wehrmachtu, a on sam został aresztowany przez Niemców. Był jednym z pięciu wówczas aresztowanych (w tym m.in. Paweł Kołodziej i Robert Mruczek), którzy zostali ostatecznie osadzeni w niemieckich nazistowskich obozach koncentracyjnych. 26 czerwca 1941 roku przybył do KL Auschwitz – nadano mu numer 17330. Tam też zginął 29 kwietnia 1942 roku.

## Odznaczenia
- Krzyż Niepodległości (1938; zamiast Medalu Niepodległości – 1931)[8]

## Upamiętnienie
- Nazwisko na tablicy pamiątkowej wewnątrz kościoła pw. Najświętszego Serca Pana Jezusa w Katowicach, upamiętniająca zmarłych w niemieckich obozach mieszkańców Murcek[2],
- Ulica Alojzego Wojtalewicza w Katowicach, na terenie dzielnicy Murcki[9].